# Charles Frederic Hartt

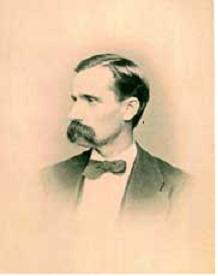
Charles Frederic Hartt

Charles Frederic Hartt (* 23. August 1840 in Fredericton, New Brunswick; † 18. März 1878 in Rio de Janeiro, Brasilien) war ein kanadischer Naturforscher.
Hartt studierte Naturwissenschaften am Acadia College, bereiste schon als Student zum Zweck geologischer Forschungen Neuschottland, trat 1861 als Mitarbeiter in Agassiz’ naturhistorisches Museum zu Cambridge, machte dann mehrere wissenschaftliche Reisen nach Brasilien, wurde 1868 zum Professor der Geologie an der Cornell University ernannt und starb am 18. März 1878 in Rio de Janeiro, das inzwischen seine zweite Heimat geworden war.
Die Resultate seiner geologischen Erforschung von New Brunswick bilden einen Teil von John William Dawsons Werk Acadian geology. Außerdem schrieb er Geology and physical geography of Brazil (1870) und zahlreiche Monographien in amerikanischen und brasilianischen Zeitschriften. Einige von ihm im Manuskript hinterlassene bedeutende Werke waren 1880 noch nicht veröffentlicht.